# Sphallotrichus sericeotomentosus
Sphallotrichus sericeotomentosus är en skalbaggsart som beskrevs av Lúcia Maria de Campos Fragoso 1995. Sphallotrichus sericeotomentosus ingår i släktet Sphallotrichus och familjen långhorningar. Inga underarter finns listade i Catalogue of Life.